# Emydorhynchus
Emydorhynchus es un género extinto de sinápsidos no mamíferos.